# Chiesa di San Gregorio VII
La chiesa di San Gregorio VII è un luogo di culto cattolico di Roma, situato nel quartiere Aurelio lungo la via omonima.
La chiesa è parrocchia dal 1952 ed è affidata ai frati Minori francescani. Dal 1969 è anche sede del titolo cardinalizio di “San Gregorio VII”.

## Descrizione
Essa fu costruita su progetto degli architetti Mario Paniconi e Giulio Pediconi, ed ultimata nel 1959. La facciata presenta il bassorilievo raffigurante San Gregorio VII in marmo dello scultore Antonio Biggi. Ai lati dell'ingresso si trovano due altorilievi di Luigi Venturini raffiguranti, a destra il Sogno di Innocenzo III, e a sinistra Onorio III concede la Regola ai Francescani: entrambi gli episodi fanno riferimento alla vita di san Francesco d'Assisi.
L'interno, a pianta rettangolare, è dominato dall'altare maggiore, ove spiccano:
- il gruppo bronzeo pensile, opera di Pericle Fazzini, che rappresenta il Crocifisso circondato da angeli, la Madonna e san Francesco;
- dieci affreschi policromi che circondano il presbiterio, opera di Luigi Montanarini;
- un dipinto della Madonna del gelsomino.

Del 1983 è l'organo Mascioni (opus 1058), a trasmissione elettrica, con 30 registri su due manuali e pedale.
Il soffitto rievoca quello a capriate delle chiese gotiche medievali, ma con l'utilizzo di travi di cemento armato che si intrecciano tra loro.